# Lué-en-Baugeois
Lué-en-Baugeois ist eine Ortschaft und eine Commune déléguée in der französischen Gemeinde Jarzé Villages mit 290 Einwohnern (Stand 1. Januar 2022) im Département Maine-et-Loire in der Region Pays de la Loire. 
Mit Wirkung vom 1. Januar 2016 wurden die Gemeinden Beauvau, Chaumont-d’Anjou, Jarzé und Lué-en-Baugeois zu einer Commune nouvelle mit dem Namen Jarzé Villages zusammengelegt. Die Gemeinde Lué-en-Baugeois gehörte zum Arrondissement Angers und zum Kanton Angers-6.

## Geografie
Lué-en-Baugeois liegt im Norden des Départements Maine-et-Loire in einer überwiegend durch Landwirtschaft und Weinbau geprägten Gegend, die nach der Kleinstadt Baugé auch Baugeois genannt wird.

## Wirtschaft
Der Weinbau von Lué-en-Baugeois wird vorwiegend durch die Domaine de la Tuffière bestimmt. Zu einem guten Teil erfolgt Direktvermarktung. Die Weine sind dem Anbaugebiet Anjou zugeordnet. Lué-en-Baugeois ist eine von nur noch wenigen Ortschaften im Baugeois, in denen Weinbau betrieben wird. 

## Weblinks

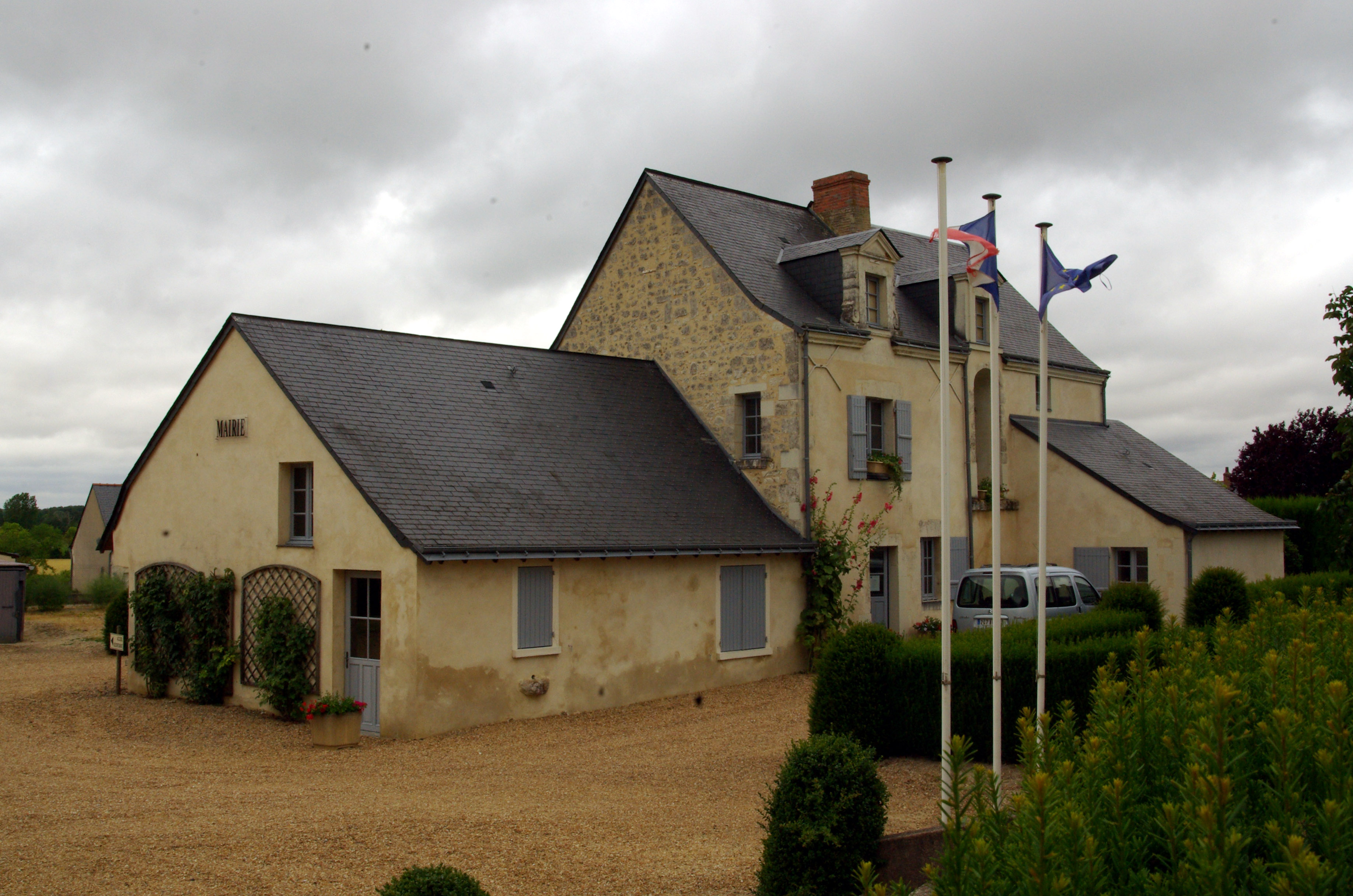
Ehemaliges Rathaus